# سگ با وفا (ترانه شکیرا)
سگ با وفا (ترانه شکیرا) (انگلیسی: "Faithful Dog") تک‌آهنگی از هنرمند اهل کلمبیا شکیرا است که در ۲۹ سپتامبر ۲۰۱۷ منتشر شد. این تک‌آهنگ در آلبوم شخص زرین قرار داشت.